# Ann Rosman
Ann Rosman (* 1973) ist eine schwedische Schriftstellerin.
Rosman studierte Computertechnologie und Betriebswirtschaft.  Sie  lebt in Marstrand, wo auch alle ihre bisherigen Romane spielten. In ihren Büchern geht es um die Ermittlerin Karin Adler und ihre Kollegen von der Kriminalpolizei Göteborg. 
Rosman ist verheiratet und hat zwei Söhne. Sie ist passionierte Seglerin. 

## Werke
- Fyrmästarens dotter, Roman, 2009
  - Die Tochter des Leuchtturmmeisters, dt. von Gisela Kosubek, Rütten&Loening, Berlin 2010. ISBN 978-3-352-00785-9
- Själakistan, Roman, 2010
  - Die Tote auf dem Opferstein, dt. von Katrin Frey, Rütten&Loening, Berlin 2012. ISBN 978-3-352-00825-2
- Porto Francos väktare, Roman, 2011
  - Die Wächter von Marstrand, dt. von Katrin Frey, Rütten&Loening, Berlin 2013. ISBN 978-3-352-00855-9
- Mercurium, Roman, 2012
  - Die Gefangene von Göteborg, dt. von Wibke Kuhn, Rütten&Loening, Berlin 2014. ISBN 978-3-352-00877-1